# Municipio de Carp Lake (condado de Emmet)
El municipio de Carp Lake (en inglés: Carp Lake Township) es un municipio ubicado en el condado de Emmet en el estado estadounidense de Míchigan. En el año 2010 tenía una población de 759 habitantes y una densidad poblacional de 8,34 personas por km².

## Geografía
El municipio de Carp Lake se encuentra ubicado en las coordenadas 45°41′13″N 84°47′59″O / 45.68694, -84.79972. Según la Oficina del Censo de los Estados Unidos, el municipio tiene una superficie total de 91.05 km², de la cual 83,78 km² corresponden a tierra firme y (7,98 %) 7,27 km² es agua.

## Demografía
Según el censo de 2010, había 759 personas residiendo en el municipio de Carp Lake. La densidad de población era de 8,34 hab./km². De los 759 habitantes, el municipio de Carp Lake estaba compuesto por el 91,17 % blancos, el 1,19 % eran afroamericanos, el 2,9 % eran amerindios, el 0,13 % eran de otras razas y el 4,61 % eran de una mezcla de razas. Del total de la población el 0,53 % eran hispanos o latinos de cualquier raza.